# 三戸町立三戸小学校
三戸町立三戸小学校（さんのへちょうりつ さんのへしょうがっこう）は、青森県三戸郡三戸町大字梅内にある公立小学校。現在は小中一貫三戸学園を構成する小学校となっている。

## 沿革
- 1873年（明治6年）7月31日 - 三戸町旧三戸代官所を仮校舎とし、第七大学区第一七中学区三番小学として発足。
- 1874年（明治7年） - 三戸小学と改称。
- 1883年（明治16年）12月22日 - 在府小路17番2号の代官所跡に新校舎落成。
- 1885年（明治18年）
  - 1月 - 三戸地方各町村聯合の高等科小学校併設。
  - 8月 - 高等科小学校は、六日町の臼杵氏宅に分離。
- 1886年（明治19年）12月 - 三戸尋常小学校と改称。簡単科設置。
- 1887年（明治20年）5月2日 - 三戸郡第二高等小学校を併設、六日町の高等科小学校は閉校。
- 1892年（明治25年）
  - 5月2日 - 簡単科廃止、尋常科に編入。
  - 6月25日 - 三戸尋常高等小学校と改称。
- 1906年（明治39年）4月28日 - 校旗樹立。
- 1914年（大正3年）7月13日 - 校舎新築落成。
- 1917年（大正6年）2月18日 - 14時30分頃に発生した火災[1]により、校舎の大半を焼失。
- 1918年（大正7年）5月25日 - 新校舎落成。
- 1919年（大正8年）
  - 2月3日 - 農商業補習学校併設。
  - 4月29日 - 女子実業補習学校併設。
- 1920年（大正9年）12月3日 - 校歌制定。
- 1926年（大正15年）7月1日 - 農商業補習学校が、青年訓練所充当になる。
- 1927年（昭和2年） - 女子実業補習学校が廃止、三戸町立実科高等し女学校併設。
- 1935年（昭和10年）7月1日 - 青年訓練所充当三戸農商業補習学校が、公立三戸青年学校と改称。
- 1941年（昭和16年）4月1日 - 国民学校令により、三戸国民学校と改称。三戸青年学校は、諏訪内1番1号の独立校舎に移転。
- 1943年（昭和18年） - 三戸町立実科高等女学校は、三戸町立高等女学校と改称。
- 1947年（昭和22年）4月1日 - 学制改革（六・三制施行）により、三戸町立三戸小学校と改称。高等科生を三戸中学校に移籍。
- 1948年（昭和23年）4月1日 - 三戸町立高等女学校は、青森県立三戸高等学校と改称。
- 1952年（昭和27年）8月27日 - 三戸高等学校が、独立新校舎へ移転。
- 1960年（昭和35年）4月1日 - (旧)三戸小学校、泉山小学校、梅内小学校を統合し、(新)三戸小学校開校[2]。ただし、校舎は、この時点では統合せず、泉山小学校は三戸小学校泉山校舎、梅内小学校は三戸小学校梅内校舎として、それぞれ存置。
- 1961年（昭和36年）4月6日 - 権現林1番地に建設した校舎に泉山校舎（旧泉山小学校）と梅内校舎（旧梅内小学校）の児童を移転。
- 1962年（昭和37年）4月6日 - (旧)三戸小学校校舎の児童を新校舎に移転。
- 1963年（昭和38年）
  - 3月5日 - 統合校舎完成[3]。
  - 3月15日 - 新校舎落成式を挙行。
- 1973年（昭和48年）10月10日 - 創立百周年記念式典挙行[4]。
- 1985年（昭和60年）
  - 8月7日[5] - 現校舎竣工。
  - 10月1日 - 新校舎落成記念式典挙行。
- 2006年（平成18年）4月1日 - 目時小学校を併合する。
- 2009年（平成21年）4月1日 - 三戸北小学校を併合する。
- 2012年（平成24年）3月25日 - 高等部校舎完成。
- 2013年（平成25年）
  - 2月28日 - 大規模改造工事完成。
  - 4月1日 - 小中一貫三戸学園開校。
  - 4月26日 - 小中一貫三戸学園開校記念式典。
- 2014年（平成26年）2月28日 - 第2体育館完成。
- 2015年（平成27年）3月31日 - 屋外運動施設完成。
- 2022年（令和4年）4月1日 - 杉沢小学校を統合。

## 教育方針

### 三戸町小中一貫教育
三戸小学校では、「三戸町小中一貫教育要領」による、新しい学校教育が2009年から始まっている。平成25年度には小中一貫校として小中一貫三戸学園となる。

### 主な取り組み
1. 新教科「立志科」の実施 - 立志科とは、従来の「道徳」「特別活動」「総合的な学習」を融合した教科。
2. 英語科の実施（小学校） - 英語科を、小学1年生から行っている。
3. パワーアップ学習の実施 - 基礎的、基本的な学習内容の確実な理解の定着を目ざすもの。
  - このほか、4・3・2制の導入などを行っている。

## 参考資料
- 『青森県教育史 別巻』（青森県教育委員会・1973年12月20日）「学校沿革 小学校」845頁「三戸小学校」（1962年の記載分まで）